# Portage la Prairie
Portage la Prairie è una cittadina del Canada, situata nella provincia del Manitoba, regione di Central Plains. Si trova a circa 70 km a ovest di Winnipeg, sulla riva del fiume Assiniboine e vicino al Lago Manitoba.